# 清川町 (横手市)
清川町（きよかわちょう）は、秋田県横手市の町丁。郵便番号は013-0032。人口は301人、世帯数は216世帯（2020年10月1日現在）。丁目の設定のない単独町名で、全域で住居表示を実施している。旧横手市前郷の一部に相当する。

## 地理
横手地域の中央部に位置し、東で旭川、西で鍛冶町、西と南で平和町、北東で横手川と隔てて上内町と隣接する。大部分が住宅街であり、北東部を横手川が北流する。南端を都市計画道路駅東線が通っており、沿線は本郷第三地区土地区画整理事業などによって市街地化が進んでいる。
全域が都市計画区域に含まれるが、区域区分非設定区域となっている。都市計画法上の用途地域では阿桜大通り沿いが近隣商業地域に、それ以外が第一種住居地域に指定されている。
- 河川：横手川

### 地名の由来
現在の清川町という地名は1966年に実施された住居表示の際に命名されたもので、横手川の清流に沿った町であることに由来する。

## 歴史

### 町名の変遷
町名の変遷は以下の通りである。特記のないものはすべて住居表示実施に伴う変更。
| 実施後 | 実施年月日     | 実施前                   |
| ------ | -------------- | ------------------------ |
| 清川町 | 昭和41年4月1日 | 前郷字水上（一部）       |
| 清川町 | 昭和51年4月1日 | 前郷字岩瀬（一部）       |
| 清川町 | 昭和51年4月1日 | 前郷字田名子谷地（一部） |

2005年（平成17年）10月1日に横手市が発足、同日より町名の読み方が「きよかわまち」から「きよかわちょう」へと変更された。

## 世帯数と人口
2020年（令和2年）10月1日現在の世帯数と人口は以下の通りである。
| 町丁   | 世帯数  | 人口  |
| ------ | ------- | ----- |
| 清川町 | 126世帯 | 301人 |

### 人口・世帯数の推移
以下は国勢調査による1995年（平成7年）以降の人口の推移。
| 年                 | 人口 |
| ------------------ | ---- |
| 1995年（平成7年）  | 420  |
| 2000年（平成12年） | 420  |
| 2005年（平成17年） | 348  |
| 2010年（平成22年） | 328  |
| 2015年（平成27年） | 328  |
| 2020年（令和2年）  | 301  |

以下は国勢調査による1995年（平成7年）以降の世帯数の推移。
| 年                 | 世帯数 |
| ------------------ | ------ |
| 1995年（平成7年）  | 152    |
| 2000年（平成12年） | 149    |
| 2005年（平成17年） | 145    |
| 2010年（平成22年） | 136    |
| 2015年（平成27年） | 133    |
| 2020年（令和2年）  | 126    |

## 小・中学校の学区
市立小・中学校に通う場合、学区（校区）は以下の通りとなる。
| 番地 | 小学校               | 中学校               |
| ---- | -------------------- | -------------------- |
| 全域 | 横手市立横手南小学校 | 横手市立横手南中学校 |

## 交通

### 鉄道
町内に駅はない。最寄り駅は■奥羽本線、■北上線の横手駅。

### 道路
- 阿桜大通り

## 施設
- 中川原三吉神社[18]
祭神：太平山三吉大神・王子稲荷大明神・水波能売大神[18]
明治39年（1906年）4月8日、先々代の最上忠右衛門をはじめ、旧上田中の日露戦争出征軍人が凱旋記念として、三吉大神の分霊を勧請し、奉斎した。なお、明治27年（1894年）の洪水で流れ着いた水波能売大神の御神体と稲荷大明神も合祀されている[18]。
- 清川児童公園[19]
- ショートステイ・ケアプランセンター清川の里（13番16号）[20]
- あたごキッズ（13番16号）[21]